# Маяк Годреви
Маяк Годреви (англ. Godrevy Lighthouse) — маяк, расположенный недалеко от города Сент-Айвс в графстве Корнуолл.
Маяк Годреви был построен в 1858—1859 годах. The Stones reef всегда представлял опасность для судоходства, и маяк планировали построить много раз до того, но проект не был осуществлён до тех пор, пока 11 ноября 1854 года не потерпел крушение SS Nile.
Маяк представляет собой белую восьмиугольную башню, 26 метров в высоту, и сделан из щебня, камня и бетона. Основной свет — вращающийся белый, с фиксированным красным светом чуть ниже основного, который виден, когда судно находится в опасном расстоянии от рифов. Первоначально маяк обслуживало три человека, но в 1934 году он был автоматизирован. Свет от маяка виден на расстоянии до 19 км.